# Daniël Rijaard
Daniël Rijaard (Rotterdam, 16 november 1976) is een voetballer die uitkwam voor het Nederlands-Antilliaans voetbalelftal.

## Biografie
De rechtsback begon zijn profcarrière bij Excelsior, waar hij in het seizoen 1995/1996 debuteerde. In de zomer van 2002, net nadat hij met Excelsior de nacompetitie won waardoor de Rotterdammers promoveerden, tekende hij een contract bij ADO Den Haag. Met de club uit Den Haag werd hij het seizoen er op kampioen van de eerste divisie. Rijaard was in dat jaar vrijwel altijd een basisspeler.
Na twee en een half seizoen met ADO Den Haag in de eredivisie te hebben gespeeld, werd de concurrentie hem iets te veel en keerde hij in de winterstop van het seizoen 2005/2006 op huurbasis terug naar Excelsior dat inmiddels weer in de eerste divisie speelde. Ook met Excelsior wist hij dat seizoen kampioen te worden. Hij stond tot medio 2008 onder contract bij ADO Den Haag.
Na het seizoen 2007/08 werd zijn contract bij ADO niet verlengd. Rijaard ging spelen voor zaterdaghoofdklasser SVV Scheveningen. Na het seizoen 2008/09 vertrok Rijaard naar Deltasport. Later speelde hij voor SC Maasstad Tediro.

## Incidenten
In 2006 werd hij door zijn ex-vriendin via het blad Voetbal International samen met Volkan Kahraman, Damien Hertog en Geert den Ouden genoemd rondom een vermeende omkoopzaak waar geen bewijs van werd geleverd en geen zaak van werd gemaakt. Een schadeclaim van Rijaard tegen Voetbal International en hoofdredacteur Johan Derksen werd door de rechtbank afgewezen.
Op 11 januari 2008 wordt Rijaard na de uitwedstrijd tegen Helmond Sport gearresteerd omdat hij een incident met een steward veroorzaakt zou hebben. Hij zou zich ook verzet hebben bij zijn arrestatie.

## Loopbaan
| Seizoen | Club                      | Land      | Wedstrijden | Doelpunten | Competitie             |
| ------- | ------------------------- | --------- | ----------- | ---------- | ---------------------- |
| 1995/96 | Excelsior                 | Nederland | 23          | 2          | Jupiler League         |
| 1996/97 | Excelsior                 | Nederland | 23          | 0          | Jupiler League         |
| 1997/98 | Excelsior                 | Nederland | 26          | 1          | Jupiler League         |
| 1998/99 | Excelsior                 | Nederland | 32          | 2          | Jupiler League         |
| 1999/00 | Excelsior                 | Nederland | 29          | 0          | Jupiler League         |
| 2000/01 | Excelsior                 | Nederland | 33          | 1          | Jupiler League         |
| 2001/02 | Excelsior                 | Nederland | 30          | 3          | Jupiler League         |
| 2002/03 | ADO Den Haag              | Nederland | 32          | 0          | Jupiler League         |
| 2003/04 | ADO Den Haag              | Nederland | 26          | 0          | Eredivisie             |
| 2004/05 | ADO Den Haag              | Nederland | 21          | 0          | Eredivisie             |
| 2005/06 | ADO Den Haag              | Nederland | 14          | 0          | Eredivisie             |
| 2005/06 | Excelsior                 | Nederland | 11          | 1          | Jupiler League         |
| 2006/07 | ADO Den Haag              | Nederland | 7           | 0          | Eredivisie             |
| 2007/08 | ADO Den Haag              | Nederland | 9           | 0          | Eerste divisie         |
| 2008/09 | SVV Scheveningen          | Nederland | 0           | 0          | Zaterdag Hoofdklasse B |
| 2009/10 | SV Deltasport Vlaardingen | Nederland | 0           | 0          | Eerste klasse          |
| Totaal  | Totaal                    | Totaal    | 316         | 10         | 10                     |

Bijgewerkt 17 november 2011